# Świętajno (Powiat Olecki)

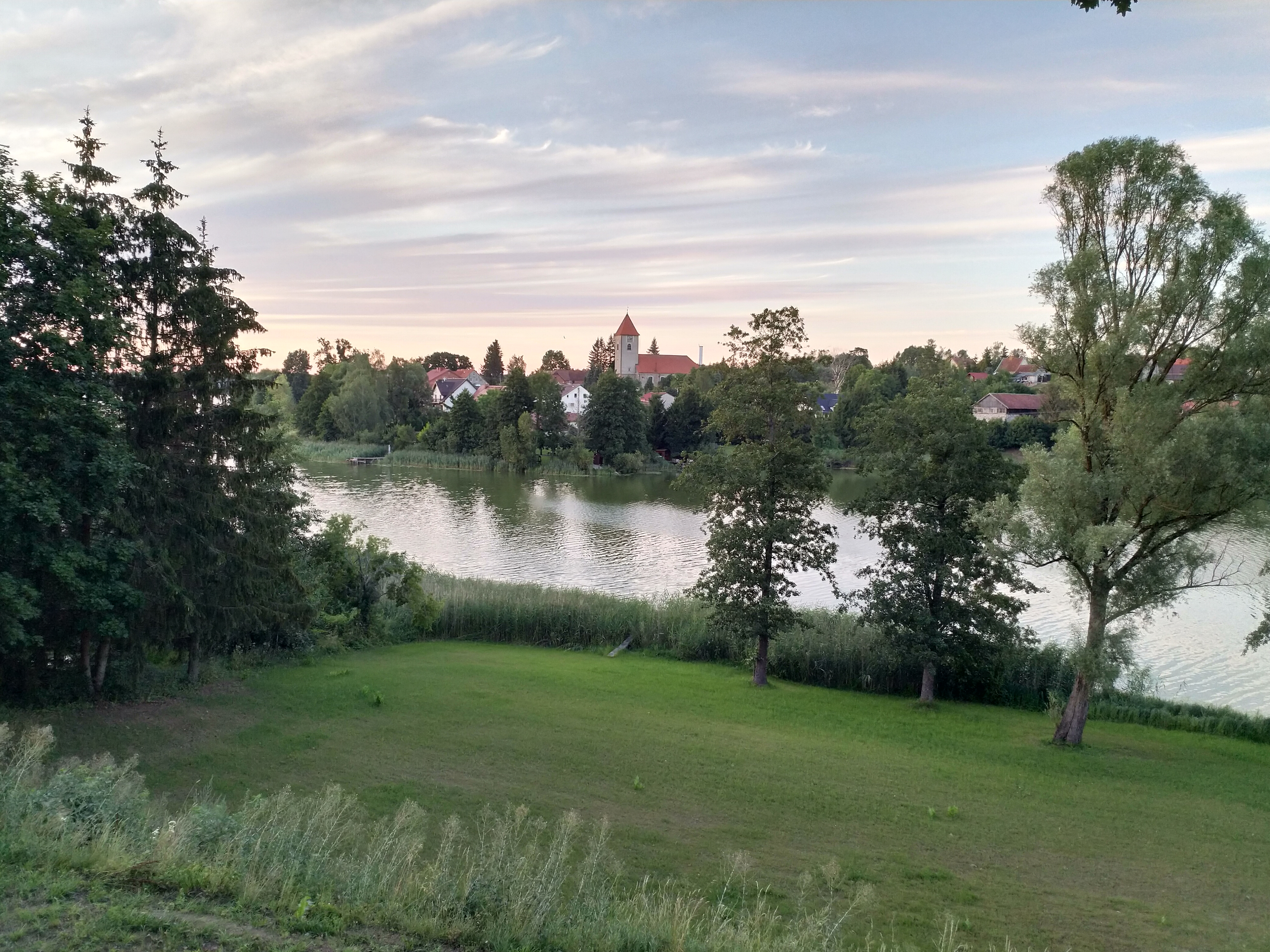
Świętajno (2024)

Świętajno (deutsch Schwentainen) ist eine Ortschaft im Powiat Olecki der Woiwodschaft Ermland-Masuren in Polen. Der Ort mit etwa 1100 Einwohnern ist Sitz der gleichnamigen Landgemeinde mit 3906 Einwohnern (Stand 31. Dezember 2020).

## Geographische Lage
Świętajno liegt in der östlichen Mitte der Woiwodschaft Ermland-Masuren, zwölf Kilometer südwestlich der Kreisstadt Olecko (Marggrabowa, 1928 bis 1945 Treuburg), und erstreckt sich am Ostufer des Jezioro Świętajno (Schwentainer See).

## Ortsname
Der Name „Schwentainen“ leitet sich von dem prußischen Wort swents (= „heilig“) ab.

## Geschichte
Im Jahre 1554 wurde das Kirchdorf Schwentainen gegründet. Im Jahre 1874 wurde es Sitz und namensgebend für einen Amtsbezirk, der bis 1945 bestand und zum Kreis Oletzko (ab 1933 „Kreis Treuburg“) im Regierungsbezirk Gumbinnen der preußischen Provinz Ostpreußen gehörte.
Im Jahre 1910 waren in Schwentainen 682 Einwohner gemeldet. Eine Zählung im Jahre 1933 ergab 761 Einwohner, und 1939 waren es noch 689.
Aufgrund der Bestimmungen des Versailler Vertrags stimmte die Bevölkerung im Abstimmungsgebiet Allenstein, zu dem Schwentainen gehörte, am 11. Juli 1920 über die weitere staatliche Zugehörigkeit zu Ostpreußen (und damit zu Deutschland) oder den Anschluss an Polen ab. In Schwentainen stimmten 553 Einwohner für den Verbleib bei Ostpreußen, auf Polen entfiel keine Stimme.
In Kriegsfolge kam Schwentainen 1945 mit dem gesamten südlichen Ostpreußen zu Polen und erhielt die polnische Namensform „Świętajno“. Heute ist das Dorf Sitz eines Schulzenamtes (polnisch sołectwo) und zentrales Dorf der Landgemeinde Świętajno im Powiat Olecki (Kreis Oletzko bzw. Treuburg), vor 1998 der Woiwodschaft Suwałki, seither der Woiwodschaft Ermland-Masuren zugehörig.

### Amtsbezirk Schwentainen
Am 27. Mai 1874 wurde der Amtsbezirk Schwentainen errichtet. Er zählte anfangs sechs dazugehörige Orte, am Ende waren es aufgrund struktureller Veränderungen acht:
| Name                    | Änderungsname 1938 bis 1945 | Polnischer Name | Bemerkungen                                                                   |
| ----------------------- | --------------------------- | --------------- | ----------------------------------------------------------------------------- |
| Barannen, Forst         |                             |                 |                                                                               |
| Dworatzken              | (ab 1934:) Herrendorf       | Dworackie       |                                                                               |
| Krzywen                 | (ab 1934:) Bergenau         | Krzywe          |                                                                               |
| Polommen, Domäne        |                             |                 | 1928 in die Landgemeinden Duttken, Dworatzken bzw. Schwentainen eingegliedert |
| Schwentainen            |                             | Świętajno       |                                                                               |
| Suleyken                | Suleiken                    | Sulejki         |                                                                               |
| ab etwa 1908:           |                             |                 |                                                                               |
| Duttken                 | Sargensee                   | Dudki           | vorher dem Amtsbezirk Orzechowken zugehörig                                   |
| Giesen                  |                             | Giże            | vorher: Amtsbezirk Orzechowken                                                |
| Orzechowken             | (ab 1925:) Nußdorf          | Orzechówko      | vorher: Amtsbezirk Orzechowken                                                |
| ab 1929: Polommen, Dorf | Herzogsmühle                | Połom           | vorher dem Amtsbezirk Wessolowen zugehörig                                    |

Am 1. Januar 1945 gehörten zum Amtsbezirk Schwentainen die Dörfer: Bergenau, Giesen, Herrendorf, Herzogsmühle, Nußdorf, Sargensee, Schwentainen und Suleiken.

## Kirche

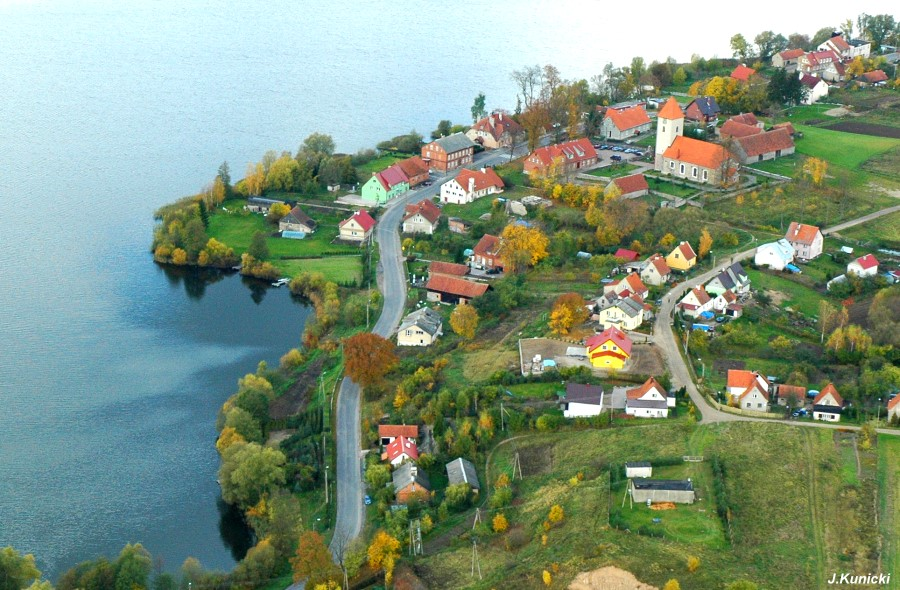
Die Kirche „mitten im Dorf“ Świętajno (Schwentainen)

### Kirchengebäude
Die erste Kirche brannte 1787 nieder und wurde drei Jahre später wieder aufgebaut, zunächst ohne den Turm, der erst 1909 errichtet wurde. Der Innenraum hatte eine gewölbte Holzdecke, Altar und Kanzel waren vereinigt, die Glocken stammten aus den Jahren 1803 und 1850. Die bis 1945 evangelische Pfarrkirche dient jetzt als katholisches Gotteshaus und wurde der veränderten liturgischen Nutzung baulich angepasst. Sie trägt heute den Namen der Mutter Gottes vom Berge Karmel (Kościół Matki Bożej Szkaplerznej).

### Kirchengemeinde

#### Evangelisch
Ab 1555 bestand in Schwentainen ein evangelisches Kirchspiel, dessen Pfarrstelle durchgehend besetzt war. Es war Teil des Kirchenkreises Oletzko/Treuburg in der Kirchenprovinz Ostpreußen der Kirche der Altpreußischen Union und zählte 1925 insgesamt 4.550 Gemeindeglieder. Flucht und Vertreibung der einheimischen Bevölkerung ließen das kirchliche Leben um 1945 einbrechen. Heute hier lebende evangelische Kirchenglieder orientieren sich nach Wydminy (Widminnen), einer Filialkirche der Pfarrei Giżycko in der Diözese Masuren der Evangelisch-Augsburgischen Kirche in Polen oder zu deren entlegenen Kirchengemeinden in Ełk (Lyck) bzw. Węgorzewo (Angerburg).

#### Römisch-katholisch
Vor 1945 war die katholische Pfarrkirche für die Schwentainer Kirchenmitglieder das Gotteshaus in Marggrabowa (1933 bis 1945 Treuburg, polnisch Olecko). Seit 1962 ist die Kirche in Świętajno die  Pfarrkirche und gehört zum Dekanat Olecko – Niepokalanego Poczęcia NMP im Bistum Ełk der Römisch-katholischen Kirche in Polen.

## Landgemeinde Świętajno
Zur Landgemeinde (gmina wiejska) Świętajno gehören der Ort selbst und 23 weitere Dörfer mit Schulzenämtern (sołectwa). Sie umfasst eine Fläche nahezu 215 km².

## Wirtschaft und Infrastruktur

### Wirtschaft
Die Region ist heute noch immer von der Landwirtschaft geprägt und weist eine hohe Arbeitslosigkeit auf.

### Verkehr
Świętajno liegt südlich der Woiwodschaftsstraße DW 655 und ist von ihr über eine Nebenstraße, die bei Dunajek (Duneyken, 1938 bis 1945 Duneiken) zu erreichen. Außerdem führt von der Landesstraße DK 65 (ehemalige deutsche Reichsstraße 131) eine – zum Teil unwegsame – Nebenstraße von Olecko (Marggrabowa, 1933 bis 1945 Treuburg) über Rosochackie (Rosochatzken, 1938 bis 1945 Albrechtsfelde) und Giże (Giesen) nach Świętajno, und eine weitere Nebenstraße von Połom (Polommen) über Sulejki (Suleyken, 1938 bis 1945 Suleiken).
Für Świętajno besteht heute kein Bahnanschluss mehr. Von 1911 bis 1945 war der Ort Endstation einer Kleinbahnlinie von Marggrabowa (1933 bis 1945 Treuburg, polnisch Olecko), die von den Oletzkoer Kleinbahnen (später: Treuburger Kleinbahnen) betrieben, deren Betrieb jedoch 1945 eingestellt wurde.

## Persönlichkeiten
- Karl Heinrich von Zielinski (1772–1817), preußischer Generalmajor
- Hans Sieg (* 1930), Generalmajor der Nationalen Volksarmee.